# Буханцев, Пётр Степанович
Пётр Степа́нович Бу́ханцев (1908, Дубовое, Камышинский округ — 22 мая 1952, Сталинград) — сталинградский милиционер, погибший при исполнении служебных обязанностей.

## Биография
С 1930 по 1933 год Пётр Буханцев служил красноармейцем 101-го железнодорожного полка в Средней Азии. После демобилизации из рядов Красной Армии приехал в Сталинград, где, будучи 24-летним комсомольцем, поступил на службу милиционером сводного дивизиона областного управления милиции. С мая 1935 года работал милиционером в Советском районном отделении милиции города.
В 1939 году был принят кандидатом в члены ВКП(б). Принимал участие в боях Сталинградской битвы, за что был награждён медалями «За оборону Сталинграда» и «За победу над Германией в Великой Отечественной войне 1941—1945 гг.». За послевоенную службу Буханцев получил также орден Красной Звезды и медаль «За боевые заслуги».
В ночь на 21 мая 1952 года Пётр Буханцев нёс патрульную службу в районе станции «Сталинград-II». По приметам, данным в служебной ориентировке, Буханцев опознал одного из участников преступной группы. Задержанный был доставлен старшиной в линейный пункт железнодорожной милиции, где преступник набросился на милиционеров. В завязавшейся схватке был убит сотрудник линейного отдела сержант милиции Н. П. Матрохин, а подоспевший на помощь Буханцев получил смертельное ранение.
Несколько иную версию обстоятельств гибели милиционеров рассказывает дочь Петра Буханцева. По её словам, вечером 21 мая милиционеры провожали посетителей клуба «25 лет Октября», располагавшегося напротив вокзала, после танцев. В это время банда преступников совершила ограбление сберегательной кассы. Буханцев с напарником попытались задержать грабителей, однако те оказали сопротивление и застрелили милиционеров: напарник Буханцева погиб на месте, а сам он скончался на следующий день не приходя в сознание.

## Память
- За совершённый подвиг Пётр Буханцев приказом министра внутренних дел СССР был навечно зачислен в списки личного состава Советского районного отдела внутренних дел города Волгограда[3].
- В 1975 году в честь милиционера Буханцева была названа одна из улиц Волгограда (бывшая Вокзальная), а также установлена мемориальная доска на здании вагонного депо Волгоград-II[6][5][b].
- Имя Петра Буханцева увековечено на открытом в 2019 году мемориале, посвящённом сотрудникам правопорядка, которые погибли при исполнении служебных обязанностей[7].
- По информации на начало 2021 года о Петре Буханцеве планировались съёмки фильма[8]. Премьера короткометражного фильма «Старшина Буханцев» состоялась в ноябре 2023 года[2]. В 2024 году фильм победил в XI Всероссийском кинофестивале «Белая Птица» в номинации «Лучший патриотический игровой фильм»[9][10].